# Peter Trška
Peter Trška (* 1. června 1992 Dubnica nad Váhom) je slovenský hokejový obránce, od května 2021 nastupuje v týmu PSG Berani Zlín. Je odchovancem klubu MHK Dubnica nad Váhom.

## Klubový hokej
Peter Trška začal s hokejem v rodné Dubnici nad Váhom v místním klubu HK Spartak Dubnica nad Váhom. Po sezóně 2006/07 přestoupil jako dorostenec do České republiky do klubu HC Vsetín, kde hrál extraligu dorostu. Premiéru mezi muži absolvoval v klubu HC Vsetín v sezóně 2009/10, kdy odehrál za Vsetín sedm setkání v 2. hokejové lize ČR. Sezónu, ale dokončil v juniorském mužstvu Slovanu Bratislava. Během této sezóny si zahrál i na Mistrovství světa do 18 let, kde zaznamenal 1 gól a dvě asistence v 6 utkáních. V novém ročníku hrál ve slovenské extralize za HK Orange 20. Během sezóny si zahrál na Mistrovství světa juniorů. Po mistrovství světa juniorů se vrátil do Slovanu Bratislava, kde odehrál za muže 16 setkání. V následující sezóně hrál opět v extralize za HK Orange 20 a za HC Slovan Bratislava. I během této sezóny si zahrál na Mistrovství světa juniorů. Sezónu dokončil v HK Orange 20 v 1. hokejové lize SR. Před Mistrovstvím světa juniorů působila HK Orange 20 v extralize, ale po nich dokončila sezónu v 1. hokejové lize SR. Od nové sezóny opustil klub HC Slovan Bratislava slovenskou extraligu a vstoupil do KHL. V KHL odehrál Peter Trška za HC Slovan Bratislava jen jedno utkání. Sezónu odehrál za klub HK 36 Skalica ve slovenské extralize. V klubu HK 36 Skalica odehrál i celou následující sezónu. Před sezónou 2014/15 podepsal smlouvu s klubem BK Mladá Boleslav, který působí v české extralize. Právě během této sezóny mu přišla pozvánka do slovenské reprezentace, která se pod názvem Olympijský tým SR představila na turnaji Ice Hockey Challenge veVídni. Na turnaji se představili kromě Olympijského týmu SR i reprezentace Slovinska, Itálie a domácího Rakouska. Peter Trška zaznamenal na turnaji jeden gól.
Sezónu 2015/16 začal v ještě v klubu BK Mladá Boleslav, ale po 4 zápasech šel na hostování do klubu HC Benátky nad Jizerou hrající 1. hokejovou ligu ČR. V tomto klubu odehrál 12 utkání, když ho dal klub na hostování do týmu HC Kometa Brno v Tipsport extralize. Novou sezónu začal také v klubu HC Kometa Brno, kde je na hostování s klubu BK Mladá Boleslav. I v sezóně 2016/17 oblékl reprezentační dres Slovenska v 5 přípravných setkáních. Po skončení sezóny 2016/2017 přestoupil do klubu HC Vítkovice.

## Statistiky - Základní část
| 2009/10 | 2. hokejová liga ČR    | VHK Vsetín             | 7  | 0 | 0  | 0  |
| 2010/11 | Extraliga SR           | HK Orange 20           | 20 | 3 | 3  | 6  |
| 2010/11 | Extraliga SR           | HC Slovan Bratislava   | 16 | 0 | 1  | 1  |
| 2011/12 | Extraliga SR           | HK Orange 20           | 10 | 1 | 0  | 1  |
| 2011/12 | Extraliga SR           | HC Slovan Bratislava   | 13 | 0 | 0  | 0  |
| 2011/12 | 1. hokejová liga SR    | HK Orange 20           | 13 | 2 | 2  | 4  |
| 2012/13 | KHL                    | HC Slovan Bratislava   | 1  | 0 | 0  | 0  |
| 2012/13 | Extraliga SR           | HK 36 Skalica          | 40 | 2 | 7  | 9  |
| 2013/14 | Extraliga SR           | HK 36 Skalica          | 45 | 7 | 10 | 17 |
| 2014/15 | Extraliga ČR           | BK Mladá Boleslav      | 50 | 4 | 14 | 18 |
| 2015/16 | Extraliga ČR           | BK Mladá Boleslav      | 4  | 0 | 0  | 0  |
| 2015/16 | 1. česká hokejová liga | HC Benátky nad Jizerou | 12 | 0 | 2  | 2  |
| 2015/16 | Extraliga ČR           | HC Kometa Brno         | 19 | 0 | 2  | 2  |
| 2016/17 | Extraliga ČR           | HC Kometa Brno         | 52 | 6 | 13 | 19 |
| 2017/18 | Extraliga ČR           | HC Vítkovice Ridera    | 52 | 3 | 13 | 16 |
| 2018/19 | Extraliga ČR           | HC Vítkovice Ridera    | 20 | 2 | 7  | 9  |
| 2019/20 | Extraliga ČR           | HC Vítkovice Ridera    | 51 | 4 | 18 | 22 |
| 2020/21 | Extraliga ČR           | HC Vítkovice Ridera    |    |   |    |    |

## Statistiky - Play off
| 2010/11 | Extraliga SR | HC Slovan Bratislava | 1 | 0 | 0 | 0 |
| 2011/12 | Extraliga SR | HC Slovan Bratislava | 1 | 0 | 0 | 0 |
| 2012/13 | Extraliga SR | HK 36 Skalica        | 7 | 0 | 0 | 0 |
| 2013/14 | Extraliga SR | HK 36 Skalica        | 6 | 0 | 3 | 3 |
| 2014/15 | Extraliga ČR | BK Mladá Boleslav    | 6 | 0 | 1 | 1 |
| 2015/16 | Extraliga ČR | HC Kometa Brno       | 4 | 0 | 1 | 1 |
| 2016/17 | Extraliga ČR | HC Kometa Brno       | 7 | 0 | 0 | 0 |
| 2017/18 | Extraliga ČR | HC Vítkovice Ridera  | 4 | 1 | 0 | 1 |
| 2018/19 | Extraliga ČR | HC Vítkovice Ridera  | 8 | 1 | 2 | 3 |
| 2019/20 | Extraliga ČR | HC Vítkovice Ridera  |   |   |   |   |

## Reprezentační kariéra
| Sezóna  | Tým               | Turnaj                      | Utkání | Góly | Asistence | Body |
| ------- | ----------------- | --------------------------- | ------ | ---- | --------- | ---- |
| 2009/10 | Slovensko 18      | Mistrovství světa do 18 let | 6      | 1    | 2         | 3    |
| 2010/11 | Slovensko 20      | Mistrovství světa juniorů   | 6      | 0    | 0         | 0    |
| 2011/12 | Slovensko 20      | Mistrovství světa juniorů   | 6      | 0    | 0         | 0    |
| 2014/15 | Olympijský tým SR | Euro Ice Hockey Challenge   | 3      | 1    | 0         | 1    |
| 2016/17 | Slovensko         | Přípravné setkání           | 5      | 0    | 0         | 0    |

## Reprezentace
| Turnaj        | Místo konání                             | Z | G | A | B | Umístění  | Soupisky         |
| ------------- | ---------------------------------------- | - | - | - | - | --------- | ---------------- |
| MS 2017       | Německo Francie (Kolín nad Rýnem, Paříž) | 6 | 0 | 0 | 0 | 14. místo | Soupiska MS 2017 |
| Celkem na MS  |                                          | 6 | 0 | 0 | 0 |           |                  |
| Celkem na ZOH |                                          | 0 | 0 | 0 | 0 |           |                  |